# Wiedenmeyeria falconensis
Wiedenmeyeria falconensis är en spindelart som beskrevs av Schenkel 1953. Wiedenmeyeria falconensis ingår i släktet Wiedenmeyeria och familjen Ctenidae.
Artens utbredningsområde är Venezuela. Inga underarter finns listade i Catalogue of Life.